# J1 League 2020
Die J1 League 2020 ist die 28. Saison der höchsten Spielklasse, der japanischen J. League und die sechste unter dem Namen J1 League. Die Saison begann mit dem ersten Spieltag am 21. Februar 2020.

## Modus
Die 18 Mannschaften der J1 League spielen ihren Meister in einem Doppelrundenturnier im Kalenderjahr aus, wobei jedes Team in einem Hin- und Rückspiel gegeneinander antritt, sodass jede Mannschaft am Saisonende 34 Spiele absolviert hat. Die ersten beiden Mannschaften qualifizieren sich für die Gruppenphase der AFC Champions League 2021, während das drittplatzierte Team an der Qualifikation zur Gruppenphase teilnimmt.
Die beiden letztplatzierten Mannschaften steigen am Ende der Saison in die zweitklassige J2 League ab. Der Tabellen-16 spielt am Ende gegen den Gewinner der Aufstiegsplayoffs der J2 League in einem Hin- und Rückspiel um den Verbleib in der ersten Liga.
Ermittelt wird die Tabelle unter folgenden Aspektpunkten:
1. Anzahl der erzielten Punkte
2. Tordifferenz
3. Erzielte Tore
4. Ergebnisse der Spiele untereinander
5. Entscheidungsspiel oder Münzwurf

Aufgrund der COVID-19-Pandemie in Japan entschied die Japan Football Association, dass es in dieser Saison keine Absteiger geben wird und die Liga zur kommenden Saison einmalig um zwei Mannschaften auf 20 Teams aufgestockt wird.
Auch wurde die Anzahl der Teilnehmer am Emperor’s Cup wegen des Coronavirus-Ausbruchs herabgesetzt, sodass lediglich der Vorjahres-Meister und der Vizemeister der Vorsaison an dem Pokal teilnehmen. Da dies die einzigen beiden Mannschaften sind, die die Regularien für die Qualifikation zur AFC Champions League erfüllen, erhält der Drittplatzierte der J1 League 2020 den dritten Startplatz in der Gruppenphase der AFC Champions League 2021, während der Vierte an der Qualifikation teilnehmen wird.

### Änderungen zur Vorsaison
Bereits im Jahr 2018 gab das Versicherungs-Unternehmen Meiji Yasuda Seimei Hoken bekannt, einen vier Jahre gültigen Sponsoring-Vertrag mit der J1 League unterzeichnet zu haben, sodass die Liga ab der Saison 2020 unter dem Namen Meiji Yasuda J1 League starten wird.
Ab dieser Saison kam auch erstmals der Videoassistent in der J1 League zum Einsatz. Unter den Umständen der Corona-Pandemie wurde der Einsatz allerdings nach dem ersten Spieltag unterbrochen. Es ist geplant, den Videoassistenten ab der Saison 2021 durchgehend in allen Spielen der J1 League einzusetzen.

## Mannschaften
Meister der vorangegangenen Saison sind die Yokohama F. Marinos. Aufsteiger sind Kashiwa Reysol als Meister der J2 League 2019 und der Yokohama FC als zweitplatzierte Mannschaft. Sie ersetzen Júbilo Iwata und Matsumoto Yamaga, die aus der ersten Liga absteigen. Shonan Bellmare indes verblieben als Sieger der Abstiegs-Playoffs gegen den Sieger der Aufstiegsplayoffs der J2 League, Tokushima Vortis, in der höchsten Fußball-Liga des Landes.
| Mannschaft                                | Ort               | Präfektur           | Stadion                                | Kapazität     |
| ----------------------------------------- | ----------------- | ------------------- | -------------------------------------- | ------------- |
| Vereine aus der Metropolregion Tokio      |                   |                     |                                        |               |
| FC Tokio                                  | Tokio             | Tokio               | Ajinomoto Stadium                      | 49.970        |
| Urawa Red Diamonds                        | Saitama           | Saitama             | Saitama Stadium                        | 63.700        |
| Kawasaki Frontale                         | Kawasaki          | Kanagawa            | Todoroki Athletics Stadium             | 26.232        |
| Shonan Bellmare                           | Hiratsuka         | Kanagawa            | Shonan BMW Stadium Hiratsuka           | 18.500        |
| Yokohama F. Marinos                       | Yokohama Yokosuka | Kanagawa            | Nissan Stadium                         | 72.327        |
| Yokohama FC                               | Yokohama          | Kanagawa            | NHK Spring Mitsuzawa Football Stadium  | 15.046        |
| Kashiwa Reysol                            | Kashiwa           | Chiba               | Hitachi Kashiwa Soccer Stadium         | 15.900        |
| Kashima Antlers                           | mehrere Städte    | Ibaraki             | Kashima Soccer Stadium                 | 40.728        |
| Vereine aus der Metropolregion Keihanshin |                   |                     |                                        |               |
| Cerezo Osaka                              | Osaka             | Osaka               | Kinchō Stadium Yanmar Stadium Nagai    | 18.007 47.853 |
| Gamba Osaka                               | Suita             | Osaka               | Suita City Football Stadium            | 39.694        |
| Vissel Kōbe                               | Kōbe              | Hyōgo               | Noevir Stadium Kobe                    | 30.132        |
| Übrige Vereine                            |                   |                     |                                        |               |
| Sanfrecce Hiroshima                       | Hiroshima         | Präfektur Hiroshima | Edion Stadium Hiroshima                | 36.894        |
| Ōita Trinita                              | Ōita              | Ōita                | Showa Denko Dome Oita                  | 40.000        |
| Sagan Tosu                                | Tosu              | Saga                | Ekimae Real Estate Stadium             | 24.130        |
| Shimizu S-Pulse                           | Shizuoka          | Shizuoka            | IAI Stadium Nihondaira                 | 20.339        |
| Nagoya Grampus                            | Nagoya            | Aichi               | Paloma Mizuho Stadium Toyota Stadium   | 27.001 45.000 |
| Vegalta Sendai                            | Sendai            | Miyagi              | Yurtec Stadium Sendai                  | 19.694        |
| Hokkaido Consadole Sapporo                | Sapporo           | Hokkaidō            | Sapporo Dome Sapporo Atsubetsu Stadium | 41.484 20.861 |

## Ausländische Spieler
| Mannschaft                 | Spieler 1         | Spieler 2      | Spieler 3         | Spieler 4         | Spieler 5            | Spieler 6         | Spieler 7            | Spieler 8           | Spieler 9  | Spieler 10  | Ehemalige Spieler         |
| -------------------------- | ----------------- | -------------- | ----------------- | ----------------- | -------------------- | ----------------- | -------------------- | ------------------- | ---------- | ----------- | ------------------------- |
| Hokkaido Consadole Sapporo | Hugo Vieira       | Anderson Lopes | Douglas           | Lucas Fernandes   | Jay Bothroyd         | Kim Min-tae       | Chanathip Songkrasin | Kawin Thamsatchanan |            |             |                           |
| Vegalta Sendai             | Pará              | Isaac Cuenca   | Alexandre Guedes  | Jakub Słowik      | Simão Mate Junior    | Kim Jung-ya       |                      |                     |            |             |                           |
| Kashima Antlers            | Léo Silva         | Everaldo       | Juan Alano        | Kwoun Sun-tae     |                      |                   |                      |                     |            |             |                           |
| Urawa Red Diamonds         | Ewerton           | Leonardo       | Thomas Deng       | Quenten Martinus  |                      |                   |                      |                     |            |             | Fabrício Maurício Antônio |
| FC Tokyo                   | Adaílton          | Arthur Silva   | Diego Oliveira    | Leandro           | Joan Oumari          |                   |                      |                     |            |             |                           |
| Kawasaki Frontale          | Diogo Mateus      | Jesiel         | Leandro Damião    | Jung Sung-ryong   |                      |                   |                      |                     |            |             |                           |
| Yokohama F. Marinos        | Erik Lima         | Marcos Júnior  | Thiago Martins    | Júnior Santos     | Theerathon Bunmathan |                   |                      |                     |            |             | Edigar Junio Park Il-gyu  |
| Shonan Bellmare            | Tarik Elyounoussi | Riuler         |                   |                   |                      |                   |                      |                     |            |             |                           |
| Kashiwa Reysol             | Michael Olunga    | Cristiano      | Matheus Sávio     | Richardson        | Kim Seung-gyu        |                   |                      |                     |            |             | Júnior Santos             |
| Shimizu S-Pulse            | Carlinhos         | Elsinho        | Junior Dutra      | Neto Volpi        | Renato Augusto       | Valdo             | Teerasil Dangda      | Hwang Seok-ho       |            |             |                           |
| Yokohama FC                | Leandro Domingues | Maguinho       | Calvin Jong-a-Pin |                   |                      |                   |                      |                     |            |             |                           |
| Nagoya Grampus             | Gabriel Xavier    | João Schmidt   | Mateus            | Mitchell Langerak | Oh Jae-suk           |                   |                      |                     |            |             |                           |
| Gamba Osaka                | Ademilson         | Patric         | Kim Young-gwon    | Shin Won-ho       | Lee Yun-oh           | Tabinas Jefferson |                      |                     |            |             |                           |
| Cerezo Osaka               | Bruno Mendes      | Matej Jonjić   | Leandro Desábato  | Kim Jin-hyeon     | Tawan Khotrsupho     | Ahn Joon-soo      | Pierce Waring        |                     |            |             | Lucas Mineiro             |
| Vissel Kōbe                | Dankler           | Douglas        | Thomas Vermaelen  | Andrés Iniesta    | Sergi Samper         |                   |                      |                     |            |             |                           |
| Sanfrecce Hiroshima        | Douglas Vieira    | Ezequiel       | Leandro Pereira   | Rhayner           |                      |                   |                      |                     |            |             |                           |
| Sagan Tosu                 | Eduardo           | Tiago Alves    | Renzo López       | Cho Dong-geon     | An Yong-woo          | Park Jeong-su     | Ryang Yong-gi        | Wang Jianan         | Kim Min-ho | Park Il-gyu |                           |
| Ōita Trinita               | Mun Kyung-gun     |                |                   |                   |                      |                   |                      |                     |            |             |                           |

## Saisonverlauf
Die Saison der J1 League 2020 begann in diesem Jahr bereits am 21. Februar 2020, da die Liga für die Olympischen Sommerspiele, die im Sommer in Tokio hätte stattfinden sollen, pausiert.
Die Saison begann mit dem Spiel Shonan Bellmare gegen Urawa Red Diamonds im Shonan BMW Stadion Hiratsuka und endete mit einem 3:2-Sieg für Urawa.
Am 25. Februar 2020 wurden alle Spiele der der ersten drei professionellen Fußballligen des Landes im Zuge des Ausbruchs des neuartigen Coronavirus zunächst bis zum 15. März ausgesetzt, später wurde dieser Zeitraum auf den 29. März 2020 verlängert. Am 19. März wurde angekündigt, dass es in dieser Saison keine sportlichen Absteiger geben werde und die Liga zur kommenden Saison einmalig auf 20 Mannschaften aufgestockt wird. Dadurch entfällt das Relegationsspiel des Sechszehnten der J1 League mit dem Sieger der Aufstiegsplayoffs der zweiten japanischen Liga.
Am 25. März wurde die Aussetzung aller Spiele bis zum 6. Mai 2020 beschlossen. Ende April wurde bekanntgegeben, dass alle Spiele bis Ende Mai ausgesetzt werden. Geplanter Neustart der Liga ist der 4. Juli. Das Stadtderby zwischen Cerezo und Gamba Osaka wird den ersten Spieltag nach der coronabedingten Unterbrechung der J1 League einläuten. Aus einem internen Protokoll geht hervor, dass ab dem 11. Juli 2020 die Stadien teilweise für das Publikum geöffnet werden sollen, wobei die Höchstzuschauerzahl auf 5.000 begrenzt ist.

## Trainer
| Verein                     | Cheftrainer                        |
| -------------------------- | ---------------------------------- |
| Hokkaido Consadole Sapporo | Michael Petrović                   |
| Vegalta Sendai             | Takashi Kiyama                     |
| Kashima Antlers            | Antônio Carlos Zago                |
| Urawa Reds                 | Tsuyoshi Ōtsuki                    |
| Kashiwa Reysol             | Nelsinho Baptista                  |
| FC Tokyo                   | Kenta Hasegawa                     |
| Kawasaki Frontale          | Tōru Oniki                         |
| Yokohama F. Marinos        | Ange Postecoglou                   |
| Yokohama FC                | Takahiro Shimotaira                |
| Shonan Bellmare            | Bin Ukishima                       |
| Shimizu S-Pulse            | Peter Cklamovski → Hiroaki Hiraoka |
| Nagoya Grampus             | Massimo Ficcadenti                 |
| Gamba Osaka                | Tsuneyasu Miyamoto                 |
| Cerezo Osaka               | Miguel Ángel Lotina                |
| Vissel Kobe                | Thorsten Fink → Atsuhiro Miura     |
| Sanfrecce Hiroshima        | Hiroshi Jōfuku                     |
| Sagan Tosu                 | Kim Myung-hwi                      |
| Oita Trinita               | Tomohiro Katanosaka                |

## Spieler
| Verein                     | Spieler |
| -------------------------- | --- |
| Hokkaido Consadole Sapporo | Takanori Sugeno (28/0), Naoki Ishikawa (3/0), Ryōsuke Shindō (21/0), Daiki Suga (29/2), Akito Fukumori (30/0), Lucas Fernandes (31/2), Kazuki Fukai (20/0), Musashi Suzuki (4/5), Hugo Vieira (3/0), Hiroki Miyazawa (32/1), Anderson Lopes (24/9), Yoshiaki Komai (33/4), Riku Danzaki (1/0), Chanathip (18/1), Kōsuke Shirai (27/0), Kim Min-tae (27/1), Yoshihiro Nakano (6/0), Gu Sung-yun (1/0), Ryōta Hayasaka (12/0), Takuma Arano (28/5), Takurō Kaneko (31/4), Tomoki Takamine (30/0), Shunta Tanaka (31/2), Douglas Oliveira (26/2), Kojirō Nakano (5/0), Tsuyoshi Ogashiwa (4/0), Jay (22/6) |
| Vegalta Sendai             | Para (13/0), Ryūtarō Iio (18/1), Kōji Hachisuka (20/2), Keiya Shiihashi (33/1), Shingō Hyōdō (10/1), Kunimitsu Sekiguchi (30/0), Yoshiki Matsushita (13/2), Isaac Cuenca (15/0), Shūhei Akasaki (11/1), Yasuhiro Hiraoka (28/1), Takayoshi Ishihara (31/1), Takuma Nishimura (20/3), Kyōhei Yoshino (14/0), Ryōhei Michibuchi (13/1), Ryō Germain (12/2), Shun Nagasawa (33/9), Simao Mate (18/1), Yūma Obata (7/0), Takuma Hamasaki (24/1), Jakub Slowik (27/0), Takumi Sasaki (12/0), Alexandre Guedes (26/5), Wataru Tanaka (7/0), Hayato Teruyama (4/0), Takahiro Yanagi (22/1), Shōgo Nakahara (13/0), Kim Jung-ya (15/0), Hiroto Yamada (19/2), Hisashi Appiah Tawiah (6/0), Takumi Mase (11/0)                            |
| Kashima Antlers            | Kwoun Sun-tae (7/0), Atsuto Uchida (2/0), Tatsuki Nara (6/0), Leo Silva (32/1), Daiki Sugioka (7/0), Ryōta Nagaki (31/0), Juan Alano (30/4), Shōma Doi (31/6), Everaldo (33/18), Ryūji Izumi (27/3), Katsuya Nagato (22/0), Shō Itō (14/1), Shūto Yamamoto (7/0), Itsuki Someno (12/0), Kento Misao (30/1), Hitoshi Sogahata (1/0), Rikuto Hirose (15/0), Yasushi Endō (27/1), Ryōtarō Araki (26/2), Yūta Matsumura (13/0), Kōki Machida (21/0), Shintarō Nago (8/0), Yūya Oki (24/0), Ikuma Sekigawa (15/0), Ayase Ueda (26/10), Kei Koizumi (22/1), Taiki Yamada (2/0), Tomoya Inukai (31/2), Ryōhei Shirasaki (9/2), Keigo Tsunemoto (1/0)                                                                                    |
| Urawa Reds                 | Shūsaku Nishikawa (34/0), Mauricio (2/0), Tomoya Ugajin (19/0), Daisuke Suzuki (5/0), Tomoaki Makino (26/2), Ryōsuke Yamanaka (31/2), Kazuki Nagasawa (27/1), Ewerton (29/2), Yūki Mutō (28/2), Yōsuke Kashiwagi (9/0), Martinus (23/4), Fabricio (2/0), Ryōtarō Itō (5/0), Ken’yū Sugimoto (33/2), Takuya Aoki (21/0), Thomas Deng (19/1), Yūki Abe (3/0), Kōya Yuruki (30/1), Takuya Ogiwara (1/0), Daiki Hashioka (31/1), Katsuya Iwatake (11/0), Kai Shibato (25/1), Shinzō Kōroki (30/10), Takuya Iwanami (23/0), Hidetoshi Takeda (3/0), Kōsuke Taketomi (8/0), Takahiro Sekine (24/2), Leonardo (28/11) |
| Kashiwa Reysol             | Jirō Kamata (9/0), Yūji Takahashi (10/0), Taiyō Koga (33/0), Yūsuke Kobayashi (9/0), Shunki Takahashi (20/0), Hidekazu Ōtani (23/2), Richardson (27/1), Cristiano (15/4), Ataru Esaka (32/9), Ryōhei Yamazaki (1/0), Kengo Kitazume (23/2), Olunga (32/28), Yūta Someya (6/0), Haruhiko Takimoto (2/0), Kim Seung-gyu (24/0), Yūsuke Segawa (19/2), Hiroto Goya (20/4), Hiromu Mitsumaru (20/0), Matheus Savio (6/0), Kōsuke Nakamura (10/0), Naoki Kawaguchi (10/0), Takuma Ōminami (22/0), Masatoshi Mihara (29/1), Sachirō Toshima (16/0), Junior Santos (1/0), Hayato Nakama (29/4), Mao Hosoya (2/0), Yūto Yamada (1/0), Fumiya Unoki (4/0), Yūta Kamiya (19/3), Tatsuya Yamashita (19/0)                                   |
| FC Tokyo                   | Tsuyoshi Kodama (1/0), Sei Muroya (10/1), Masato Morishige (28/1), Tsuyoshi Watanabe (28/2), Daiki Niwa (3/0), Ryōya Ogawa (28/0), Hirotaka Mita (26/1), Yōjirō Takahagi (26/1), Diego Oliveira (28/9), Keigo Higashi (7/0), Kensuke Nagai (26/4), Gō Hatano (10/0), Adailton (33/8), Kento Hashimoto (4/0), Kiwara Miyazaki (1/0), Leandro (26/9), Takumi Nakamura (17/0), Kiichi Yajima (3/0), Taichi Hara (26/3), Sōdai Hasukawa (1/0), Kyōsuke Tagawa (21/2), Takuya Uchida (25/0), Shūto Abe (27/2), Joan Oumari (12/1), Akihiro Hayashi (23/0), Hotaka Nakamura (28/1), Kazuya Konno (9/0), Rei Hirakawa (3/0), Manato Shinada (9/1), Arthur Silva (29/0), Seiji Kimura (3/0), Kashif Bangunagande (2/0)                   |
| Kawasaki Frontale          | Jung Sung-ryong (34/0), Kyōhei Noborizato (29/0), Jesiel (29/3), Shōgo Taniguchi (30/3), Hidemasa Morita (32/1), Shintarō Kurumaya (22/1), Yasuto Wakizaka (31/3), Leandro Damiao (34/13), Ryōta Ōshima (23/3), Yū Kobayashi (27/14), Miki Yamane (31/4), Kengo Nakamura (13/2), Tatsuya Hasegawa (12/3), Diogo Mateus (3/0), Kaoru Mitoma (30/13), Manabu Saitō (25/1), Taisei Miyashiro (16/1), Hokuto Shimoda (14/0), Ao Tanaka (31/5), Reo Hatate (31/5), Kazuya Yamamura (13/1), Akihiro Ienaga (29/11) |
| Yokohama F. Marinos        | Park Il-gyu (12/0), Theerathon (26/0), Takahiro Ōgihara (31/0), Yūki Ōtsu (12/0), Takuya Kida (30/0), Marcos Junior (28/11), Keita Endō (6/2), Thiago Martins (21/1), Makito Itō (19/0), Ryō Takano (13/0), Erik (29/13), Kōta Mizunuma (25/3), Yūki Sanetō (6/0), Yūji Kajikawa (17/0), Teruhito Nakagawa (18/2), Ryūta Koike (21/2), Kōta Watanabe (19/2), Ken Matsubara (20/1), Edigar Junio (16/3), Powell Obinna Obi (2/0), Yōhei Takaoka (4/0), Takuya Wada (14/0), Ryōtarō Tsunoda (1/0), Junior Santos (22/13), Daizen Maeda (23/3), Jun Amano (22/3), Keiya Sentō (3/0), Eitarō Matsuda (15/0), Shinnosuke Hatanaka (25/2), Ado Onaiwu (24/4)                                                                           |
| Yokohama FC                | Maguinho (24/0), Yūki Kobayashi (28/2), Masakazu Tashiro (20/3), Tatsuki Seko (33/2), Takuya Matsuura (27/3), Kensuke Satō (20/1), Kazunari Ichimi (31/4), Ibba (1/0), Kazuyoshi Miura (4/0), Yūji Senuma (19/3), Takaaki Shichi (22/2), Kōsuke Saitō (21/2), Yūsuke Minagawa (29/3), Eijirō Takeda (7/0), Yūta Minami (12/0), Masahiko Inoha (19/0), Calvin Jong-a-Pin (5/0), Daisuke Matsui (3/0), Kōki Saitō (32/3), Yūki Kusano (12/1), Yūtarō Hakamata (27/0), Katsuhiro Nakayama (16/0), Reo Yasunaga (18/1), Kyowaan Hoshi (9/0), Kōhei Tezuka (28/0), Ryūji Sugimoto (5/0), Yasumasa Kawasaki (1/0), Kakeru Kumagawa (2/0), Yūsuke Matsuo (20/7), Leandro Domingues (8/0), Yūji Rokutan (23/0), Shunsuke Nakamura (10/0) |
| Shonan Bellmare            | Daiki Tomii (6/0), Daiki Kaneko (28/2), Kazuaki Mawatari (7/0), Keisuke Saka (19/1), Shōta Kobayashi (24/0), Takuya Okamoto (33/4), Tsukasa Umesaki (2/0), Kazunari Ōno (26/1), Hiroshi Ibusuki (20/2), Naoki Yamada (16/1), Tarik (20/1), Naoki Ishihara (27/6), Hiroto Nakagawa (19/3), Akito Fukuta (5/0), Mitsuki Saitō (33/2), Yūki Ōhashi (7/0), Temma Matsuda (33/2), Kōki Tachi (17/0), Yūto Iwasaki (16/0), Masaaki Gotō (3/0), Kazuki Ōiwa (17/2), Akimi Barada (24/1), Kōsei Tani (25/0), Taiga Hata (15/0), Toichi Suzuki (14/1), Hidetoshi Miyuki (4/0), Sōsuke Shibata (15/0), Satoshi Tanaka (17/0), Ryō Nemoto (2/0), Hirokazu Ishihara (29/0), Oliveira (1/0), Shō Hiramatsu (1/0)                              |
| Shimizu S-Pulse            | Yōhei Nishibe (1/0), Yūgo Tatsuta (29/2), Hwang Seok-ho (19/2), Kazunori Yoshimoto (2/0), Valdo (29/4), Ryō Takeuchi (25/2), Mitsunari Musaka (15/0), Hideki Ishige (2/0), Chong Te-se (2/0), Carlinhos Junior (29/10), Junior Dutra (20/6), Kōta Miyamoto (10/0), Yūsuke Gotō (32/1), Takashi Kanai (14/2), Kenta Nishizawa (34/4), Yōsuke Kawai (12/0), Elsinho (20/1), Keita Nakamura (25/1), Ryō Okui (17/0), Renato Augusto (26/3), Teerasil Dangda (24/3), Makoto Okazaki (9/0), Yasufumi Nishimura (10/0), Shōta Kaneko (30/5), Tōgo Umeda (17/0), Neto Volpi (1/0), Riyo Kawamoto (6/1), Yuito Suzuki (30/0), Takuo Ōkubo (15/0), Hikaru Naruoka (9/0)                                                                   |
| Nagoya Grampus             | Langerak (34/0), Takuji Yonemoto (27/1), Yūichi Maruyama (34/2), Shinnosuke Nakatani (34/0), Kazuya Miyahara (5/0), Joao Schmidt (24/1), Gabriel Xavier (25/4), Hiroyuki Abe (27/4), Haruya Fujii (1/0), Yōsuke Akiyama (3/0), Shō Inagaki (34/3), Mateus (34/9), Ryōgo Yamasaki (26/1), Ryōta Aoki (1/0), Yutaka Yoshida (30/2), Ryōtarō Ishida (7/0), Naoki Maeda (30/7), Shumpei Naruse (25/0), Yūki Sōma (31/2), Oh Jae-suk (22/0), Kōsuke Ōta (9/0), Mū Kanazaki (25/6) |
| Gamba Osaka                | Masaaki Higashiguchi (34/0), Gen Shōji (18/0), Hiroki Fujiharu (26/0), Genta Miura (20/2), Yasuhito Endō (11/0), Kōsuke Onose (27/2), Ademilson (21/6), Shū Kurata (34/4), Yūji Ono (11/1), Shun'ya Suganuma (9/0), Yūya Fukuda (29/1), Yōsuke Ideguchi (26/4), Ryō Shinzato (1/0), Patric (33/9), Kim Young-gwon (28/0), Shin’ya Yajima (27/1), Oh Jae-suk (1/0), Keisuke Kurokawa (2/0), Kōhei Okuno (7/0), Ryū Takao (32/1), Yūki Yamamoto (27/2), Dai Tsukamoto (6/0), Ren Shibamoto (1/0), Takashi Usami (30/6), Shūhei Kawasaki (15/0), Riku Matsuda (2/0), Shōji Tōyama (7/0), Kazuma Watanabe (33/6), Jirō Nakamura (1/0)                                                                                                |
| Cerezo Osaka               | Riku Matsuda (31/1), Yasuki Kimoto (28/0), Yūta Koike (4/0), Naoyuki Fujita (31/1), Leandro Desabato (24/0), Yōichirō Kakitani (24/1), Ken Tokura (14/1), Hiroshi Kiyotake (33/8), Lucas Mineiro (3/0), Toshiyuki Takagi (16/1), Yūsuke Maruhashi (31/1), Ayumu Seko (27/1), Eiichi Katayama (32/1), Tatsuhiro Sakamoto (33/2), Kōji Suzuki (14/0), Bruno Mendes (24/9), Kim Jin-hyeon (34/0), Matej Jonjic (34/2), Hiroaki Okuno (34/7), Hinata Kida (1/0), Yūta Toyokawa (21/5), Honoya Shōji (1/0), Shōta Fujio (4/1), Jun Nishikawa (13/1) |
| Vissel Kobe                | Daiya Maekawa (15/0), Hirofumi Watanabe (15/0), Thomas Vermaelen (14/0), Hotaru Yamaguchi (34/6), Sergi Samper (26/0), Andres Iniesta (26/4), Noriaki Fujimoto (28/6), Kyōgo Furuhashi (30/12), Keijirō Ogawa (27/1), Takuya Yasui (20/1), Ryūho Kikuchi (14/0), Hiroki Iikura (18/0), Ryō Hatsuse (16/0), Jun’ya Tanaka (19/2), Daigo Nishi (26/1), Tetsushi Yamakawa (5/0), Gōtoku Sakai (32/1), Leo Ōsaki (24/0), Yūta Gōke (24/5), Kenshin Yoshimaru (1/0), Yūya Nakasaka (2/0), Dankler (20/3), Daiju Sasaki (12/0), Yūtarō Oda (19/1), Sō Fujitani (11/0), Douglas (23/7) |
| Sanfrecce Hiroshima        | Takuto Hayashi (19/0), Yūki Nogami (30/1), Akira Ibayashi (12/0), Hiroya Matsumoto (7/0), Toshihiro Aoyama (31/1), Gakuto Notsuda (8/0), Hayao Kawabe (34/3), Douglas Vieira (31/8), Tsukasa Morishima (34/5), Ezequiel (15/2), Kazuki Kushibiki (2/0), Kōhei Shimizu (3/0), Yoshifumi Kashiwa (28/1), Shō Sasaki (32/1), Ryō Nagai (15/1), Hayato Araki (33/1), Shunki Higashi (33/1), Yūsuke Chajima (29/0), Kōdai Dohi (13/0), Yūya Asano (32/5), Kōsei Shibasaki (13/0), Keisuke Ōsako (15/0), Leandro Pereira (26/15), Rhayner (18/0), Tomoya Fujii (15/0) |
| Sagan Tosu                 | Tatsuya Morita (8/0), Teruki Hara (28/0), Eduardo (21/0), Riki Harakawa (28/3), Yūto Uchida (23/1), Takeshi Kanamori (26/2), Keisuke Iwashita (2/0), Tiago Alves (13/3), Yōhei Toyoda (20/0), Yūzō Kobayashi (5/0), Yoshiki Takahashi (4/0), Park Jeong-su (8/0), Daichi Hayashi (31/9), Yōhei Takaoka (16/0), Cho Dong-geon (14/3), Renzo Lopez (14/3), Tomoya Koyamatsu (33/2), Fūchi Honda (26/3), An Yong-woo (9/0), Ryōya Morishita (33/3), Yūta Higuchi (28/1), Ayumu Ōhata (13/0), Kaisei Ishii (18/3), Hideto Takahashi (13/0), Daiki Miya (14/0), Park Il-gyu (10/0), Daiki Matsuoka (32/0), Ryūnosuke Sagara (4/1), Shin’ya Nakano (14/0), Ryang Yong-gi (22/0)                                                        |
| Oita Trinita               | Shun Takagi (17/0), Yūki Kagawa (16/0), Yūto Misao (34/0), Toshio Shimakawa (30/2), Yoshinori Suzuki (33/0), Yūki Kobayashi (12/0), Rei Matsumoto (22/1), Yamato Machida (19/1), Kei Chinen (29/3), Naoki Nomura (18/3), Tatsuya Tanaka (33/8), Kazuki Kozuka (8/1), Yūta Koide (14/0), Daiki Watari (23/2), Kōhei Isa (22/3), Yūji Hoshi (10/0), Kōki Kotegawa (1/0), Mun Kyung-gun (17/0), Kaoru Takayama (11/0), Seigō Kobayashi (2/0), Kazuhiro Satō (5/0), Kazushi Mitsuhira (18/3), Tomoki Iwata (30/2), Yūya Takazawa (24/6), Ryōsuke Maeda (10/0), Kazuki Fujimoto (5/0), Keita Takahata (3/0), Yūshi Hasegawa (27/0), Ryōsuke Tone (17/0), Kenta Inoue (6/0), Kento Haneda (20/0)                                       |

## Tabelle
| Pl.               | Verein                     | Sp. | S  | U  | N  | Tore    | Diff. | Punkte |
| ----------------- | -------------------------- | --- | -- | -- | -- | ------- | ----- | ------ |
| 1.                | Kawasaki Frontale          | 34  | 26 | 5  | 3  | 088:310 | +57   | 83     |
| 2.                | Gamba Osaka                | 34  | 20 | 5  | 9  | 046:420 | +4    | 65     |
| 3.                | Nagoya Grampus             | 34  | 19 | 6  | 9  | 045:280 | +17   | 63     |
| 4.                | Cerezo Osaka               | 34  | 18 | 6  | 10 | 046:370 | +9    | 60     |
| 5.                | Kashima Antlers            | 34  | 18 | 5  | 11 | 055:440 | +11   | 59     |
| 6.                | FC Tokyo                   | 34  | 17 | 6  | 11 | 047:420 | +5    | 57     |
| 7.                | Kashiwa Reysol (N)         | 34  | 15 | 7  | 12 | 060:460 | +14   | 52     |
| 8.                | Sanfrecce Hiroshima        | 34  | 13 | 9  | 12 | 046:370 | +9    | 48     |
| 9.                | Yokohama F. Marinos (M)    | 34  | 14 | 5  | 15 | 069:590 | +10   | 47     |
| 10.               | Urawa Red Diamonds         | 34  | 13 | 7  | 14 | 043:560 | −13   | 46     |
| 11.               | Ōita Trinita               | 34  | 11 | 10 | 13 | 036:450 | −9    | 43     |
| 12.               | Hokkaido Consadole Sapporo | 34  | 10 | 9  | 15 | 047:580 | −11   | 39     |
| 13.               | Sagan Tosu                 | 34  | 7  | 15 | 12 | 037:420 | −5    | 36     |
| 14.               | Vissel Kobe                | 34  | 9  | 9  | 16 | 050:590 | −9    | 36     |
| 15.               | Yokohama FC (N)            | 34  | 9  | 6  | 19 | 038:600 | −22   | 33     |
| 16.               | Shimizu S-Pulse            | 34  | 7  | 7  | 20 | 048:700 | −22   | 28     |
| 17.               | Vegalta Sendai             | 34  | 6  | 10 | 18 | 036:610 | −25   | 28     |
| 18.               | Shonan Bellmare            | 34  | 6  | 9  | 19 | 029:480 | −19   | 27     |
| Stand: Saisonende |                            |     |    |    |    |         |       |        |

| Zum Saisonende 2020:                                                                                        |                                                                |
| Teilnahme an der Gruppenphase der AFC Champions League 2021: Kawasaki Frontale, Gamba Osaka, Nagoya Grampus |                                                                |
| Teilnahme an der Qualifikation zur AFC Champions League 2021: Cerezo Osaka                                  |                                                                |
| Zum Saisonende 2019:                                                                                        |                                                                |
| (N) | Aufsteiger aus der J2 League 2019: Kashiwa Reysol, Yokohama FC |

## Kreuztabelle
Die Kreuztabelle stellt die Ergebnisse aller Spiele der Saison dar. Die Heimmannschaft ist in der linken Spalte, die Gastmannschaft in der oberen Zeile aufgelistet.
|                            |                   | VS  | Kashima Antlers | UR  | Kashiwa Reysol | FC Tokyo | KF  | Yokohama F. Marinos |     | Shonan Bellmare | Shimizu S-Pulse | Nagoya Grampus | Gamba Osaka |     | Vissel Kōbe | Sanfrecce Hiroshima | ST  |     |
| -------------------------- | ----------------- | --- | --------------- | --- | -------------- | -------- | --- | ------------------- | --- | --------------- | --------------- | -------------- | ----------- | --- | ----------- | ------------------- | --- | --- |
| Hokkaido Consadole Sapporo |                   | 3:3 | 1:0             | 3:4 | 0:1            | 1:1      | 1:6 | 3:1                 | 3:0 | 2:1             | 5:1             | 0:0            | 0:1         | 1:3 | 2:3         | 0:2                 | 1:1 | 1:1 |
| Vegalta Sendai             | 2:2               |     | 1:3             | 1:2 | 0:2            | 2:2      | 2:3 | 0:1                 | 0:0 | 0:0             | 0:0             | 1:1            | 1:4         | 2:3 | 2:3         | 0:0                 | 0:3 | 0:3 |
| Kashima Antlers            | 0:2               | 2:1 |                 | 4:0 | 1:4            | 2:2      | 1:1 | 4:2                 | 3:2 | 1:0             | 2:0             | 0:2            | 1:1         | 1:1 | 2:2         | 1:0                 | 2:0 | 0:2 |
| Urawa Red Diamonds         | 0:2               | 6:0 | 1:0             |     | 0:4            | 0:1      | 0:3 | 0:0                 | 0:2 | 0:0             | 1:1             | 0:1            | 1:2         | 3:1 | 1:2         | 1:0                 | 2:2 | 2:1 |
| Kashiwa Reysol             | 4:2               | 5:1 | 2:3             | 1:1 |                | 0:1      | 2:3 | 1:3                 | 1:3 | 3:2             | 0:0             | 0:1            | 3:0         | 1:3 | 4:3         | 1:1                 | 1:2 | 1:1 |
| FC Tokyo                   | 1:0               | 1:0 | 1:2             | 2:0 | 1:3            |          | 0:4 | 0:4                 | 2:1 | 3:0             | 3:1             | 1:0            | 0:1         | 2:0 | 1:0         | 1:0                 | 2:3 | 2:3 |
| Kawasaki Frontale          | 0:2               | 1:0 | 2:1             | 3:1 | 3:1            | 2:1      |     | 3:1                 | 3:2 | 3:1             | 5:0             | 3:0            | 5:0         | 5:2 | 3:2         | 5:1                 | 0:0 | 2:0 |
| Yokohama F. Marinos        | 4:1               | 3:1 | 2:3             | 6:2 | 1:1            | 1:3      | 1:3 |                     | 4:0 | 3:2             | 3:0             | 2:1            | 1:2         | 1:2 | 2:3         | 3:1                 | 1:1 | 4:0 |
| Yokohama FC                | 1:2               | 1:1 | 1:0             | 0:2 | 0:3            | 1:0      | 1:5 | 3:1                 |     | 4:2             | 1:3             | 3:2            | 0:2         | 1:2 | 2:1         | 0:2                 | 1:1 | 2:3 |
| Shonan Bellmare            | 0:0               | 0:1 | 1:0             | 2:3 | 3:2            | 0:1      | 0:1 | 1:0                 | 1:0 |                 | 0:3             | 0:1            | 1:2         | 0:1 | 1:1         | 1:1                 | 0:0 | 1:2 |
| Shimizu S-Pulse            | 3:1               | 2:3 | 1:2             | 1:2 | 1:2            | 1:3      | 2:2 | 3:4                 | 2:3 | 1:1             |                 | 1:2            | 1:2         | 3:1 | 3:1         | 2:3                 | 1:1 | 4:2 |
| Nagoya Grampus             | 3:0               | 1:0 | 1:3             | 6:2 | 0:1            | 1:0      | 1:0 | 2:1                 | 0:0 | 3:1             | 3:1             |                | 2:2         | 1:0 | 2:1         | 1:0                 | 1:0 | 0:0 |
| Gamba Osaka                | 2:1               | 0:4 | 2:0             | 1:3 | 2:1            | 1:3      | 0:1 | 1:1                 | 2:1 | 0:1             | 0:2             | 2:1            |             | 1:2 | 1:0         | 1:0                 | 1:1 | 2:1 |
| Cerezo Osaka               | 2:0               | 2:1 | 1:2             | 3:0 | 0:0            | 0:0      | 1:3 | 4:1                 | 1:0 | 1:0             | 2:0             | 0:2            | 1:1         |     | 0:0         | 0:1                 | 1:2 | 1:0 |
| Vissel Kōbe                | 4:0               | 1:2 | 1:3             | 0:1 | 2:3            | 2:2      | 2:2 | 3:3                 | 1:1 | 0:2             | 3:1             | 1:0            | 0:2         | 0:1 |             | 0:3                 | 4:3 | 1:1 |
| Sanfrecce Hiroshima        | 2:2               | 1:1 | 3:0             | 1:1 | 0:1            | 3:3      | 0:2 | 3:1                 | 1:1 | 1:0             | 4:1             | 2:0            | 1:2         | 1:2 | 2:1         |                     | 3:0 | 1:2 |
| Sagan Tosu                 | 0:2               | 0:1 | 0:2             | 0:1 | 2:1            | 3:0      | 1:1 | 1:3                 | 3:0 | 2:2             | 1:1             | 0:0            | 1:2         | 1:1 | 0:1         | 0:0                 |     | 2:2 |
| Ōita Trinita               | 1:1               | 0:2 | 1:4             | 0:0 | 0:0            | 0:1      | 1:0 | 1:0                 | 1:0 | 2:2             | 2:1             | 0:3            | 0:1         | 0:1 | 1:1         | 0:2                 | 2:0 |     |
|                            | Stand: Saisonende |     |                 |     |                |          |     |                     |     |                 |                 |                |             |     |             |                     |     |     |

## Torschützenliste
| Platz             | Name            | Mannschaft          | Tore |
| ----------------- | --------------- | ------------------- | ---- |
| 1.                | Michael Olunga  | Kashiwa Reysol      | 28   |
| 2.                | Everaldo        | Kashima Antlers     | 18   |
| 3.                | Leandro Pereira | Sanfrecce Hiroshima | 15   |
| 4.                | Yū Kobayashi    | Kawasaki Frontale   | 14   |
| 5.                | Erik            | Yokohama F. Marinos | 13   |
| 5.                | Júnior Santos   | Yokohama F. Marinos | 13   |
| 5.                | Kaoru Mitoma    | Kawasaki Frontale   | 13   |
| 5.                | Leandro Damião  | Kawasaki Frontale   | 13   |
| 9.                | Kyogo Furuhashi | Vissel Kobe         | 12   |
| 10.               | Marcos Júnior   | Yokohama F. Marinos | 11   |
| 10.               | Leonardo        | Urawa Red Diamonds  | 11   |
| 10.               | Akihiro Ienaga  | Kawasaki Frontale   | 11   |
| Stand: Saisonende |                 |                     |      |

## Höchstwerte der Saison
- Der höchste Heimsieg war das 6:0 der Urawa Red Diamonds gegen Vegalta Sendai am 18. Oktober 2020
- Der höchste Auswärtssieg war das 6:1 für Hokkaido Consadole Sapporo gegen Kawasaki Frontale am 15. August 2020
- Die torreichsten Spiele der Saison waren mit acht Toren:
  - das 6:2 von Nagoya Grampus gegen Urawa Red Diamonds am 8. August 2020
  - das 6:2 von Yokohama F. Marinos gegen Urawa Red Diamonds am 14. November 2020
- Kawasaki Frontale konnte in der Saison zwölf Spiele in Folge gewinnen
  - zudem blieb der Verein 13 Spiele am Stück ungeschlagen
- Shimizu S-Pulse verlor in dieser Saison sieben Spiele hintereinander
- Vegalta Sendai blieb in der Saison 17 Spiele am Stück sieglos

## Rekorde
- Kazuyoshi Miura vom Aufsteiger Yokohama FC ist mit 52 Jahren und 360 Tagen der älteste aktive Fußballprofi der J1-League-Geschichte zum Saisonbeginn am 21. Februar 2020. Bei einem Einsatz wäre er der älteste Spieler, der je in der ersten Liga Japans eingesetzt würde.[18] Bei einem erzielten Treffer könnte er zudem der älteste Torschütze der J1-League-Historie werden. Miura stand am 18. Spieltag für den Yokohama FC in der Startelf und ist mit einem Alter von 53 Jahren 6 Monaten und 28 Tagen der älteste Fußballprofi, der in der J1 League je zum Einsatz kam. Damit löste er den bisherigen Rekordhalter Masashi Nakayama ab, der bei seinem letzten Einsatz in der J1 League im Jahr 2012 45 Jahre alt war.[19]

## Erwähnenswertes
Das Elektronik-Unternehmen Yamaha hat mit dem Remote Cheering System eine App entwickelt, mit deren Hilfe Fans die Spiele außerhalb der Stadien die Spiele ihrer Mannschaft auf dem Fernseher und im Radio live mitverfolgen können. Mithilfe dieser App ist es zudem möglich Reaktionen, wie Anfeuerungsrufe, Applaus und auch Pfiffe in ein leeres Stadion zu übertragen. Ein Feldtest wurde bereits im Shizuoka Stadium Ecopa gestartet, wo auf den Tribünen verteilt 58 Lautsprecher positioniert wurden, die mit der App gekoppelt sind.